# Tetragnatha lena
Tetragnatha lena är en spindelart som beskrevs av Gillespie 2003. Tetragnatha lena ingår i släktet sträckkäkspindlar, och familjen käkspindlar. Inga underarter finns listade i Catalogue of Life.